# 南宋の六陵
南宋の六陵（なんそうのろくりょう）は、中国の浙江省紹興市越城区富盛鎮の霧連山南麓にある、南宋時代の皇帝・皇后等の陵墓群である。南宋の高宗から度宗までの6代の皇帝が葬られたために「南宋の六陵」と称されるが、厳密な意味では北宋の徽宗も含まれ、宋朝の7代皇帝らの陵がここに造成されていた。陵園は元初にすべて破壊され、現在はその遺址だけが残っている。

## 概要

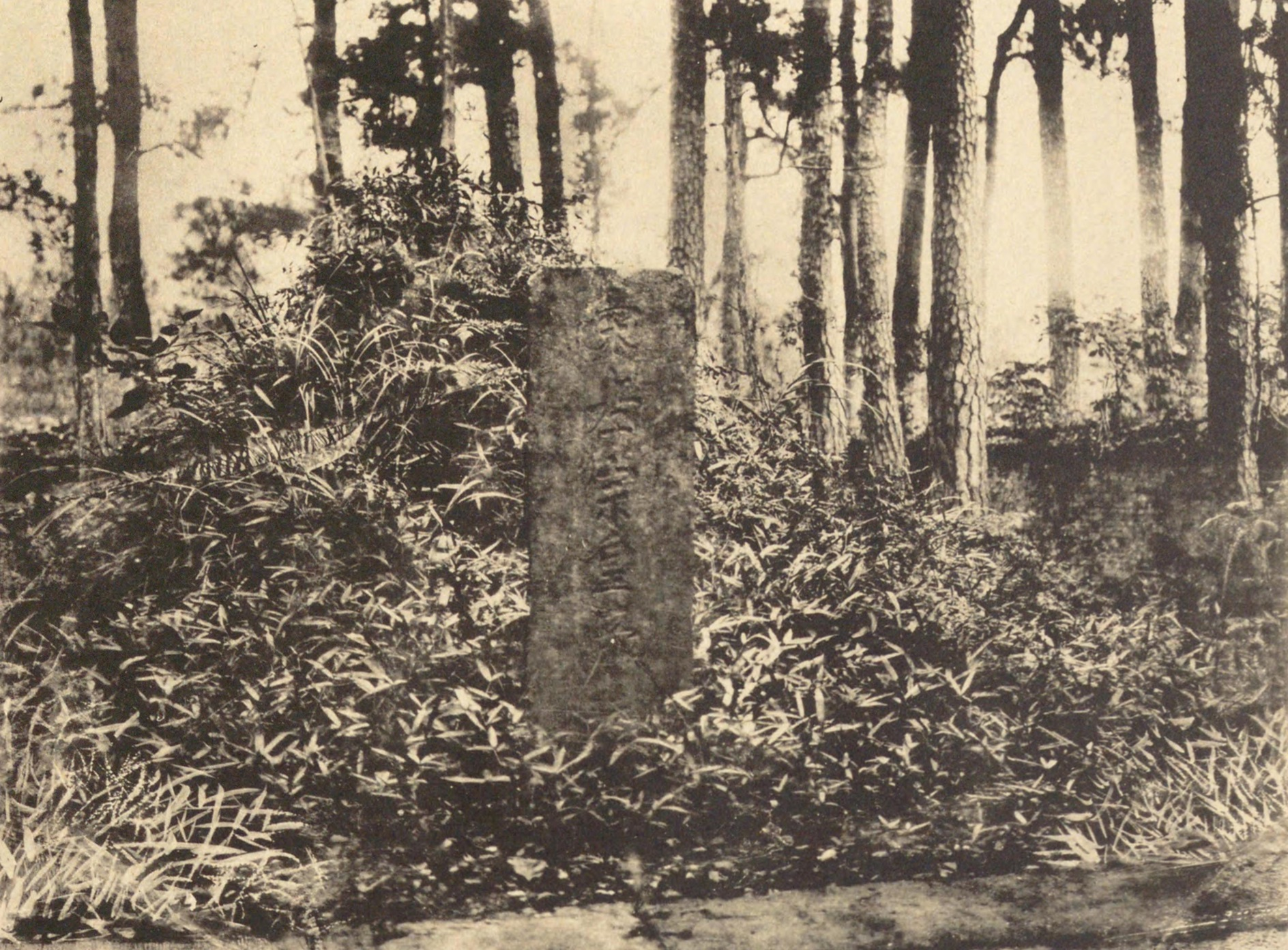
永阜陵の石碑（1918年撮影）

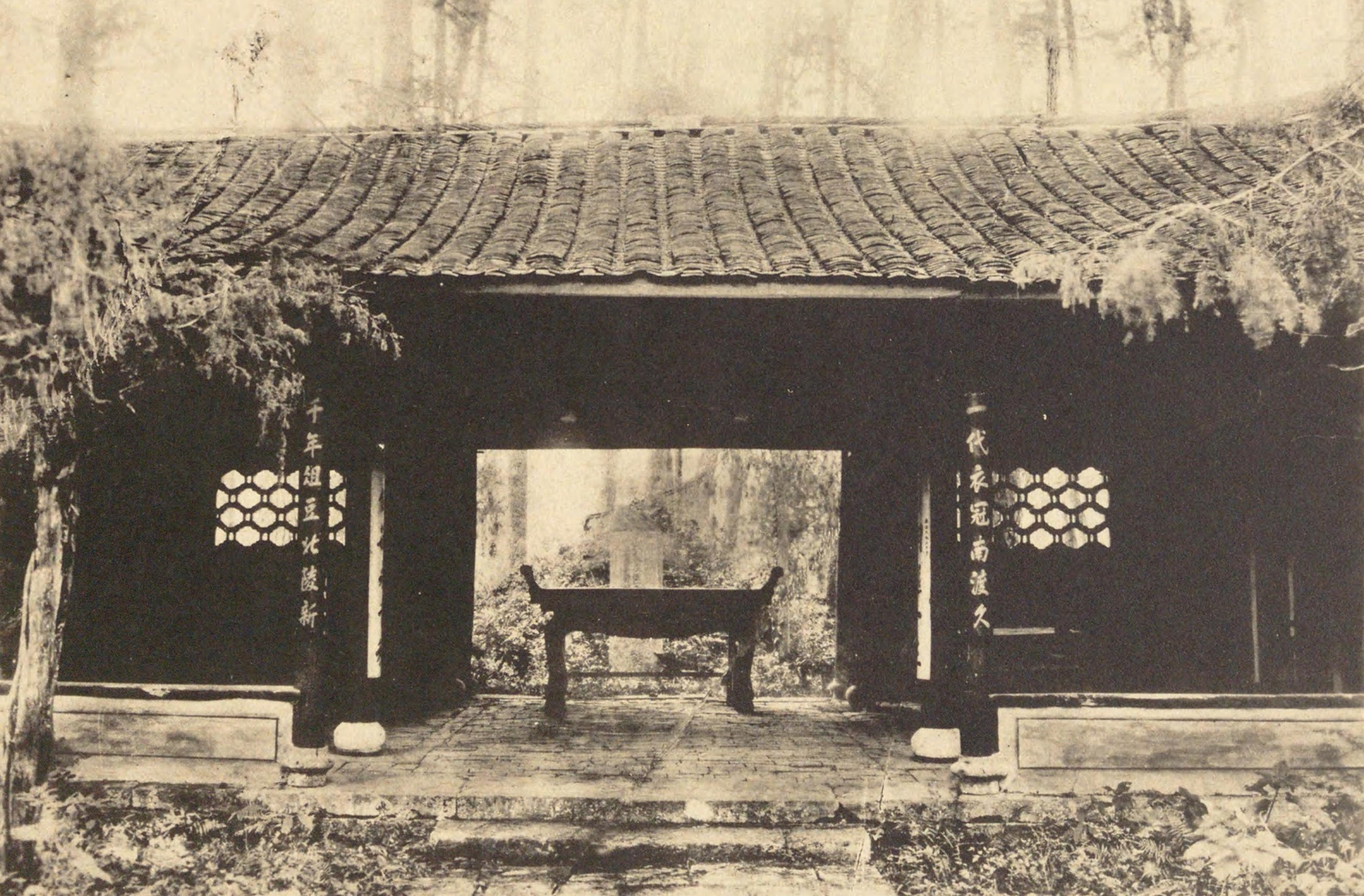
永穆陵の享殿

紹興元年（1131年）、元祐太后孟氏が崩ずると、高宗は遺詔に従い孟太后の梓宮を紹興の上皇村に臨時に葬り、「攢宮」と命名した。紹興11年（1141年）、金との和議が結ばれたのを機に、北方で客死した徽宗の遺骸と高宗の生母である韋太后の身柄が南宋に引き渡された。徽宗の棺は孟太后の陵の近くに改葬されており、韋太后も紹興29年（1159年）に崩じた後は徽宗と合葬された。以後、度宗までの歴代の南宋皇帝はすべてここに葬られた。南宋帝陵の特徴である「攢宮」は臨時に埋葬した性格が強く、おおむね北宋時代の陵園制度を踏襲しながらもさらに簡素化した。梓宮が安置された場所には、墳丘を築く代わりに献殿と回廊を建て、外観上では殿閣と同じ形だったと伝えられている。これは中原が回復されれば、陵墓が河南府鞏県にある北宋の園陵に移葬すべきだという願いによるものだった。
紹興の六陵は南宋が滅亡した後の至元22年（1285年）、江南釈教総統の楊璉真珈により盗掘される過程で徹底的に破壊され、副葬品もまた散らばった。洪武年間、明の洪武帝により陵園は修理され、墓碑が再建された。孝宗の永阜陵と理宗の永穆陵の跡には享殿（祠堂）が建っていたが、1960年代になると陵園は茶畑として開墾され、一切の建築と墓碑の跡が消えた。
1987年7月、南宋帝陵の遺址は県級文物保護単位で、1989年には省級文物保護単位に指定され、陵の標識として老松が保全された。2013年3月、全国重点文物保護単位に格上げされた。

## 六陵の被葬者

遠くは永思陵と永阜陵の跡地

- 永思陵（高宗、憲節皇后、憲聖慈烈皇后）北緯29度56分10.16秒 東経120度41分46.82秒 / 北緯29.9361556度 東経120.6963389度
- 永阜陵（孝宗、成粛皇后）北緯29度56分11.39秒 東経120度41分50.92秒 / 北緯29.9364972度 東経120.6974778度
- 永崇陵（光宗）北緯29度56分7.81秒 東経120度41分55.82秒 / 北緯29.9355028度 東経120.6988389度
- 永茂陵（寧宗、恭聖仁烈皇后）北緯29度56分12.43秒 東経120度41分53.11秒 / 北緯29.9367861度 東経120.6980861度
- 永穆陵（理宗）北緯29度56分39.76秒 東経120度41分53.85秒 / 北緯29.9443778度 東経120.6982917度
- 永紹陵（度宗）北緯29度56分30.78秒 東経120度41分40.14秒 / 北緯29.9418833度 東経120.6944833度